# Partido Presidente Perón
Presidente Perón ist ein Partido im Norden der Provinz Buenos Aires in Argentinien. Laut einer Schätzung von 2019 hat der Partido 103.597 Einwohner auf 121 km². Der Verwaltungssitz ist die Stadt Guernica.
Der Partido ist zu Ehren von Juan Domingo Perón (1895–1974) benannt, der zwei Amtszeiten zwischen 1946 und 1955 als Präsident Argentiniens diente, aber durch einen Militärputsch aus dem Amt entfernt wurde. Er diente eine dritte Amtszeit zwischen 1973 und 1974, starb aber im Amt.